# Sijambur
Sijambur is een bestuurslaag in het regentschap Samosir van de provincie Noord-Sumatra, Indonesië. Sijambur telt 1444 inwoners (volkstelling 2010).